# Mbala (Distrikt)

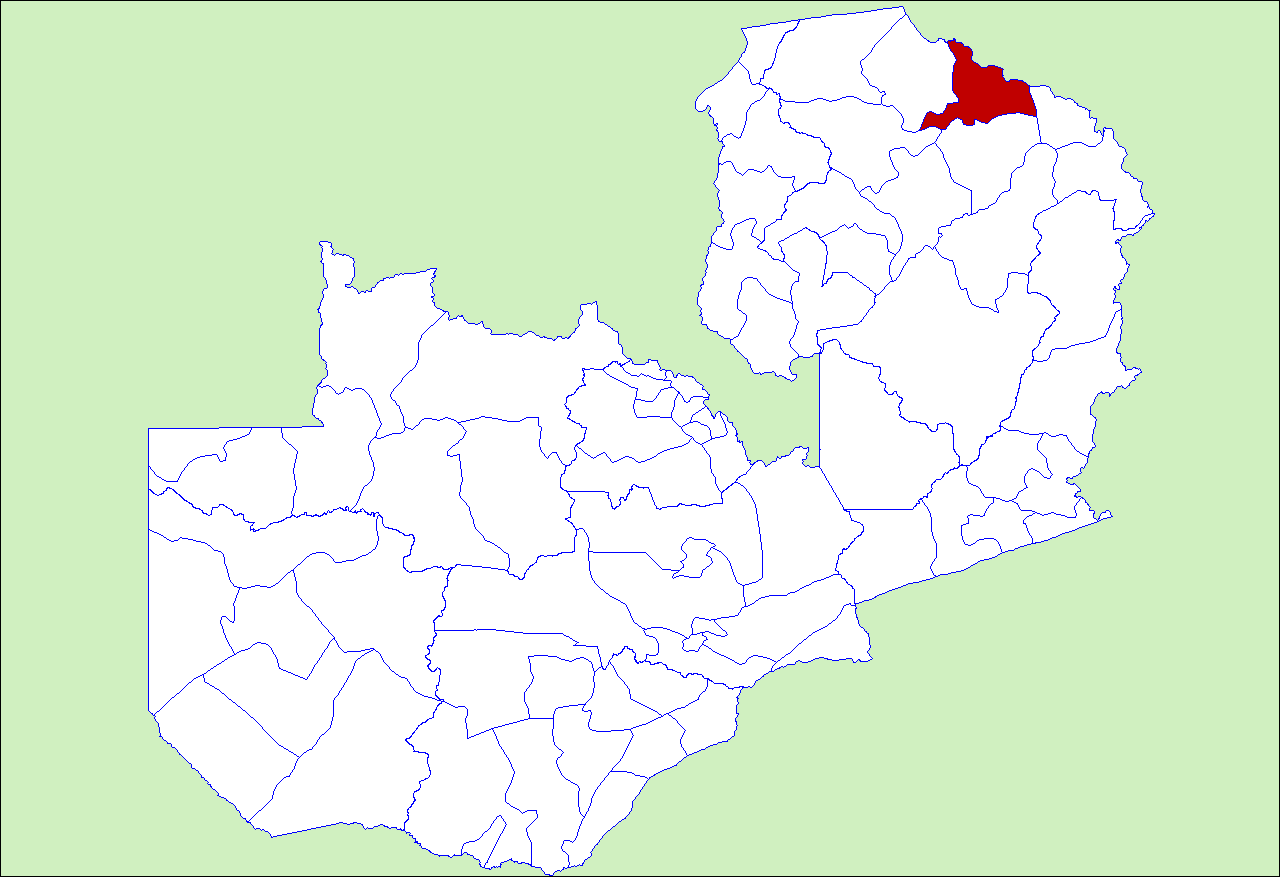
Ehemalige Ausdehnung des Distriktes bis zur Abspaltung des Distriktes Senga Hill

Mbala ist einer von zwölf Distrikten in der Nordprovinz in Sambia. Der Distrikt hat eine Fläche von etwa 3346 Quadratkilometern und es leben 161.600 Menschen in ihm (2022). Die Hauptstadt ist Mbala. Der Name leitet sich von den Impalas ab, die häufig in der Nähe des Chila-Sees vorkommt.

## Geografie
Der Distrikt Mbala liegt 1070 Kilometer von Lusaka und 170 Kilometer von Kasama, dem Provinzhauptquartier der Nordprovinz, entfernt. Er liegt im äußersten Nordosten Sambias. Mbala grenzt im Süden an den Distrikt Senga Hill und im Westen an Mpulungu. Im Nordosten grenzt er an den Distrikt Kalambo in Tansania mit dem Kalambo als Grenzfluss und im Nordwesten an den Tanganjikasee.

## Klima
Das Gebiet liegt im regenreichen Gürtel des Landes. Es fällt eine jährliche Niederschlagsmenge von etwa 1200 mm. Die Regenzeit dauert normalerweise von November bis April. Die tiefsten Temperaturen werden im Juli gemessen und liegen bei 5 bis 7 °C. Die maximalen Temperaturen werden im Oktober gemessen und reichen von 20 bis 27 °C.

## Geschichte
Das Gebiet des Distrikts Mbala war zu Beginn der Kolonialisierung Nordostrhodesiens, Bestandteil des Distriktes Tanganyika und den östlichen Teil das nachfolgenden Distriktes Abercorn, von dem es 1968 abgespalten wurde. Am 3. Juni 2016 wurde von ihm der Distrikt Senga Hill abgespalten.

## Bevölkerung
Laut der Volkszählung von 2010 hatte der Distrikt Mbala 203.130 Einwohner, bevor Senga Hill zu einem eigenen Distrikt wurde. Nach der Abtrennung Senga Hills als Distrikt hat Mbala noch 117.820 Einwohner, mit einer Gesamtwachstumsrate von 3,6 Prozent. Der dominierende Stamm sind die Mambwe.

## Gliederung
Der Bezirk Mbala hat 8 Wards, die in einem wahlkreis zusammengefasst sind:
- Nsunzu
- Lwandi
- Kawimbe
- Mwamba
- Mwambezi
- Kazimolwa
- Moto Moto
- Intala